# لي نا
لي نا (بالصينية: 李娜) (بالإنجليزية: Li Na)؛ ولدت في 26 فبراير 1982 في ووهان في الصين. وهي لاعبة كرة مضرب محترفة سابقة من الصين الشعبية. وصلت للتصنيف رقم.2 عالمياً، وحققت لقب دورة فرنسا المفتوحة 2011؛ لتكون أول لاعبة آسيوية تحقق إحدى ألقاب البطولات الكبرى لكرة المضرب (جراند سلام)، وفازت في خمسة ألقاب رابطة محترفات التنس و 19 لقباً اتحاد التنس الدولي (ITF) وذلك في المسابقات الفردية. وتمكنت في عام 2014 من الفوز ببطولة أستراليا المفتوحة للتنس. اعتزلت اللعب في 19 سبتمبر 2014 بسبب إصابة في الركبة.

## الحياة الشخصية
ولدت لي نا في مدينة ووهان في الصين، ووالدها تشينغبينغ كان لاعب كرة ريشة محترف، ليعمل بعدها كمندوب مبيعات لشركة مقرها ووهان ومات بمرض نادر في القلب والشرايين وكان عمر لي نا 14 سنة.
في عمر السادسة بدأت لي نا لعب كرة ريشة على خطى والدها، لكن قبل بلوغها الثامنة كانت مقتنعة للتحول للعبة التنس. وفي سنة 1997 إنضمت للفريق الوطني للتنس في الصين. وفي العام التالي قامت شركة نايك برعاية إرسال لي نا إلى أكاديمية جون نيوكومب في ولاية تكساس لدراسة التنس، استمرت في التدريب لمدة 10 أشهر وعادت بعد ذلك للصين. كانت لي نا تَعتبٍر أندريه أغاسي لاعبها المفضل. أصبحت لاعبة محترفة في عام 1999 وهي بعمر 16.

## الاعتزال
بعد 15 سنة من الاحتراف في التنس قررت اللاعبة لي نا الاعتزال بشكل نهائي بسبب معاناتها لإصابة بالركبتين في 19 سبتمبر 2014، وعانت لاعبة التنس من الإصابات في ركبتيها منذ بداية عام 2014.
غردت لي نا على موقع التواصل الاجتماعي تويتر «أعتزل على الفور، إنه الصواب». اللاعبة الآسيوية الملقبة بالوردة الذهبية عبرت على أن الوقت مناسب بالنسبة لها للاعتزال بسبب معاناتها على مستوى الركبتين، إذ حرمتها الإصابة من المشاركة في أي بطولات منذ بطولة ويمبلدون 2014، كما أن قرار الاعتزال جاء عشية انطلاق منافسات بطولة ووهان المفتوحة والتي تشرف عليها الرابطة العالمية لمحترفات التنس وتنظم في مسقط رأس اللاعبة.

## المسيرة الإحترافية

### نهائيات الجراند سلام
| اللقب   | السنة | البطولة                | السطح | الخصم              | النتيجة       |
| ------- | ----- | ---------------------- | ----- | ------------------ | ------------- |
| الوصيفة | 2011  | أستراليا المفتوحة      | صلب   | كيم كلايسترز       | 6–3, 3–6, 3–6 |
| البطلة  | 2011  | فرنسا المفتوحة         | ترابي | فرانسيسكا شيافوني  | 6–4, 7–6(7–0) |
| الوصيفة | 2013  | أستراليا المفتوحة(2)   | صلب   | فيكتوريا أزارينكا  | 6–4, 4–6, 3–6 |
| البطلة  | 2014  | أستراليا المفتوحة 2014 | صلب   | دومينيكا سيبولكوفا | 7–6(7–3), 6–0 |

## روابط خارجية
- لي نا على موقع رابطة محترفات التنس (الإنجليزية)
- لي نا على موقع الاتحاد الدولي لكرة المضرب (الإنجليزية)
- لي نا على موقع كأس بيلي جين كينغ (الإنجليزية)
- لي نا على موقع قاعة مشاهير كرة المضرب الدولية (الإنجليزية)
- لي نا على موقع بطولة ويمبلدون (الإنجليزية)
- لي نا على موقع خلاصة التنس.كوم (الإنجليزية)
- لي نا على موقع إي إس بي إن.كوم (الإنجليزية)
- لي نا على موقع أوليمبيديا (الإنجليزية)
- لي نا على موقع اللجنة الأولمبية الصينية (الإنجليزية)